# Get Lifted
Get Lifted è il primo album in studio del cantante Soul/R&B John Legend, prodotto dalla GOOD Music di Kanye West, pubblicato il 28 dicembre 2004 (giorno del ventiseiesimo compleanno del cantante). L'album ha venduto 3 milioni di copie in tutto il mondo, negli Stati Uniti con quasi 2 milioni di copie è stato certificato disco di platino.
Album dalle influenze hip-hop come nel brano Used To Love U e brani di soul classico come Ordinary People. L'album è stato pubblicato anche in formato DualDisc.
Get Lifted ha vinto nel 2006 il Grammy Award come miglior album R&B, inoltre Legend ha vinto il premio miglior nuovo artista e miglior performance R&B maschile.

## Tracce
1. Prelude – 0:44
2. Let's Get Lifted – 3:37
3. Used to Love U – 3:30
4. Alright – 3:20
5. She Don't Have To Know – 4:52
6. Number One (feat. Kanye West) – 3:18
7. I Can Change (feat. Snoop Dogg) – 5:01
8. Ordinary People – 4:41
9. Stay With You – 3:49
10. Let's Get Lifted Again – 2:18
11. So High – 5:07
12. Refuge (When It's Cold Outside) – 4:13
13. It Don't Have To Change (feat. the Stephens Family) – 3:23
14. Live It Up (feat. Miri Ben-Ari) – 4:35